# Подгорное (Усть-Каменогорская городская администрация)
Подгорное (каз. Подгорное) — упразднённое село в Восточно-Казахстанской области Казахстана. На момент упразднения находилось в подчинении городской администрации Усть-Каменогорска.
В 1990-е годы включено в состав города.

## География
Располагалось на левом берегу реки Иртыш, у подножья гор Аблакетка и Большая Сопка.

## История
До середины 1980-х годов входило в состав Меновновского сельсовета Таврического района, затем передано в подчинение Октябрьского райсовета Усть-Каменногорского горсовета.

## Население
По данным всесоюзной переписи 1989 года в селе проживало 386 человек, из которых русские составляли 77 % населения.